# Dipartimento di Adzopé
Il dipartimento di Adzopé è un dipartimento della Costa d'Avorio situato nella regione di La Mé, distretto di Lagunes.
Nel censimento del 2014 è stata rilevata una popolazione di 193.518 abitanti.
Il dipartimento è suddiviso nelle sottoprefetture di Adzopé, Agou, Annépé, Assikoi, Bécédi-Brignan e Yakassé-Mé.